# RBS-15
Il RBS-15 è un missile svedese a medio raggio antinave, per uso multipiattaforma, come nel caso dei cacciabombardieri Saab 37 Viggen e Saab JAS-39 Gripen, motocannoniere Spica e sottomarini. Tra le caratteristiche, guida finale radar attiva, attacco radente alla superficie del mare per evitare l'avvistamento e l'intercettazione, e per colpire la linea di galleggiamento. RBS-15 significa RoBotSystem 15, ed è una tipica designazione dei missili svedesi.
Dal 2011 la versione RBS15 Mk3 viene prodotta dalla Saab assieme alla tedesca Diehl BGT Defence.

## Progettazione
La tradizionale neutralità svedese non ha impedito mai a questa nazione di sviluppare armamenti avanzati, che sono stati utilizzati primariamente per la difesa nazionale. Tra questi alcuni tipi di missili, il cui più moderno tipo è l'RBS-15.
La sua progettazione iniziò con un contratto passato alla Saab-Bofors per un nuovo missile antinave per le navi e i cacciabombardieri svedesi. La versione aviolanciabile RBS-15F venne sviluppata a partire da 37 mesi dopo, agosto 1982. Infine, venne ideata la versione per sommergibili, da trasportare dietro la vela di questi piccoli battelli, in servizio in Svezia.

## Tecnica
Il suo progetto è caratterizzato dall'aspetto tozzo, con 2 serie di ali cruciformi, le prime a prua per il controllo, quelle posteriori sono più grandi con altre superfici di controllo.
L'arma è costituita in 3 sezioni. La prima comprende la sezione radar, che contiene il radar PEAB Kubrand in banda J, con caratteristiche molto avanzate per l'epoca, come la processazione digitale, ad agilità di frequenza. La sezione centrale ha una testata della FFV con spoletta ad impatto ma anche di prossimità. La terza ha un motore di sostentamento, che non è svedese, ma il francese Microturbo TRI-60. Vi sono anche 2 impulsori, motori a razzo con propellente solido, che sono privi di impennaggi.
Il missile viene lanciato con le alette ripiegate, dal contenitore di lancio in fibra di vetro o metallo. Gli impulsori bruciano per 3 secondi, poi si sganciano e lasciano il missile in volo con il turbogetto. La traiettoria di volo viene controllata da un radar altimetrico e da un computer.
Il missile viene lanciato con il volo a bassa o alta quota in crociera, poi scende radente in ogni caso per l'attacco finale, e acquisisce il bersaglio con la sua attrezzatura di tiro, ma se non lo trova dopo un certo tempo si autodistrugge.

## Servizio
L'RBS-15 è un'arma potente, con una buona gittata grazie al motore turbogetto, e ha ricevuto alcune commesse estere, specialmente dalla marina finlandese.
Esso è entrato in servizio a partire dal 1985, soprattutto con i Saab 37 Viggen, ma anche e soprattutto, più di recente, con i caccia multiruolo Gripen. Le navi d'attacco e corvette hanno 4-8 missili pronti al lancio nei loro contenitori rettangolari caratteristici. La versione antinave da difesa costiera è pure stata adottata per le truppe specializzate delle forze armate svedesi.
Sono state realizzate almeno 3 versioni di questa arma, l'ultima delle quali, l'Mk 3, è accreditata di 200km di gittata, congrua con la massa del missile e la presenza del turbogetto (nel senso che esso è più pesante di altri tipi come gli Harpoon, con la differenza verosimilmente data dal carburante). Nei fatti, è assai simile all'OTOMAT. Quest'ultimo modello di missile, però, è lanciabile solo da navi, almeno in termini di qualifiche finora ottenute. La presenza del GPS rende possibile l'uso contro bersagli a terra, ma non pare che esista modo di aggiornare, tramite datalink, la rotta di volo.
La versione Mk 4 è stata prevista per le nuove corvette ordinate dalla Germania del tipo K-130.
L'unico progetto problematico è risultato quello del missile in versione sub-lanciata. Questo è stato sperimentato a lungo, ma le distanze d'impiego pratiche sono state ridotte dalla scarsa capacità di scoperta dei sommergibili sulle navi a distanze maggiori di pochi km. Il sommergibile doveva essere aiutato con dati passati esternamente, ma questo non aiutava a rendere questo tipo di unità, invisibile per definizione, efficiente.
La scelta è stata quindi quella di affidarsi solo ai siluri, che nel caso dei Tp 61 hanno una portata di 20km a 45nodi, quindi più che sufficiente per porre una grave minaccia alle navi di superficie scoperte dai piccoli sottomarini svedesi. Del resto, anche gli SSN americani hanno avuto un successo molto limitato per i pur numerosi missili Harpoon prodotti per l'impiego da sottomarini, l'UGM-84.

## Utilizzatori

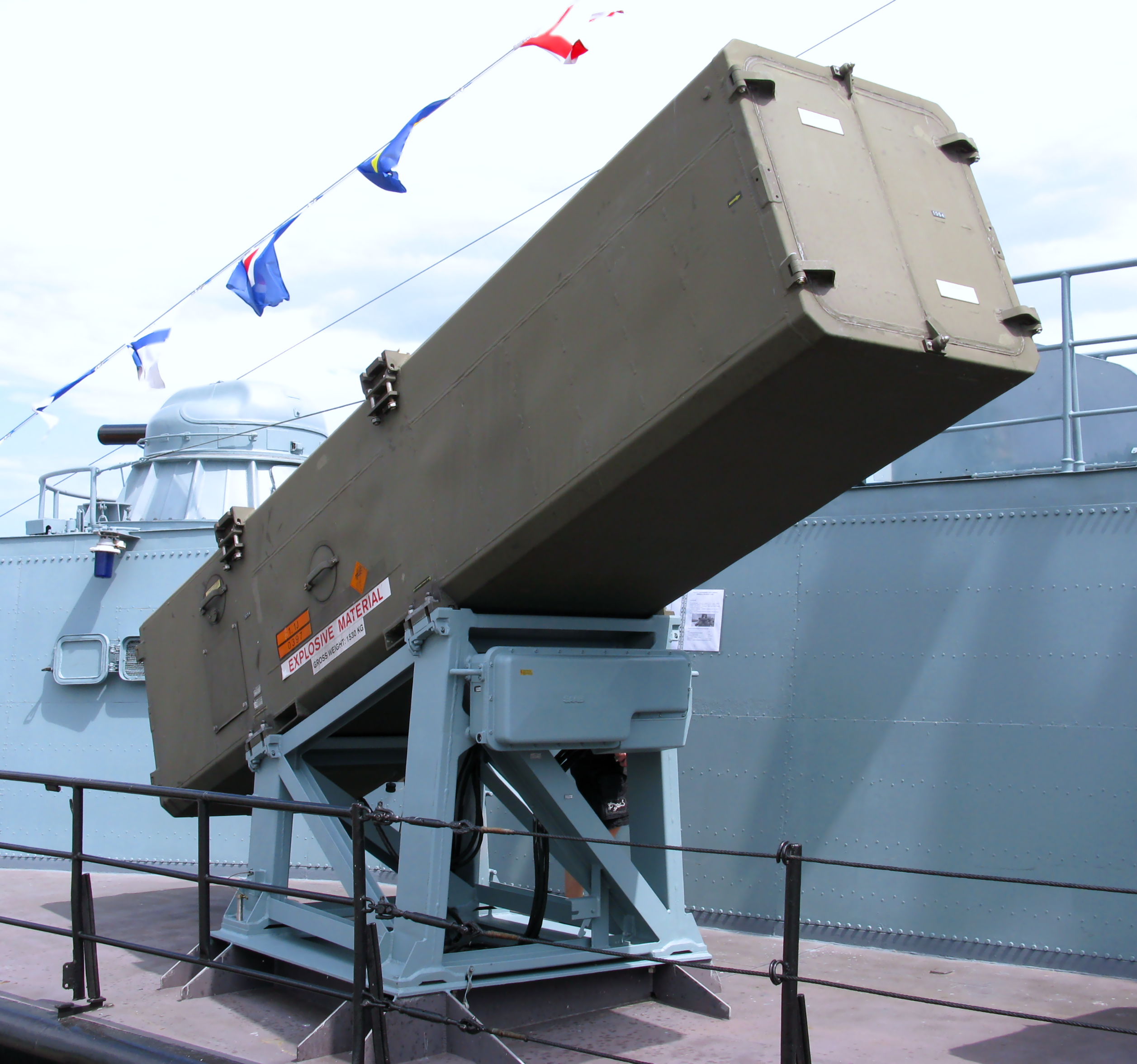
Container RBS15-Mk2 su una corvetta polacca

- Germania: La Deutsche Marine usa la versione Mk3 sulle corvette classe Braunschweig, dal 2011 in prova.[2] Dal 2015 in servizio su 5 corvette.[3]
- Finlandia: La marina finlandese usa la versione RBS15SF (Mk2, designazione MTO 85) e la RBS15SF-3 (Mk3, designazione MTO85M), sulle corvette classe Rauma e classe Hamina, così come sul veicolo Sisu.
- Croazia: La marina croata usa la versione RBS15M su corvette e su veicoli Tatra.
- Polonia: La marina polacca usa la versione Mk3 sulle corvette classe Orkan.
- Svezia: La marina svedese li usa sulle corvette classe Stockholm, classe Göteborg e classe Visby. Per la difesa di costa sono su veicoli Volvo. Sul Saab JAS 39 Gripen può avere impiego aria-terra.